# Pellyite
La pellyite è un minerale.